# 阿塔卡馬高原

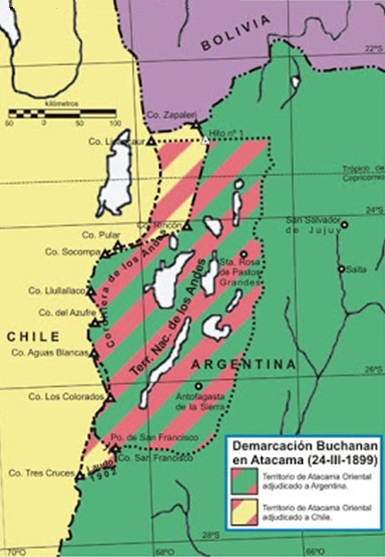
阿塔卡馬高原

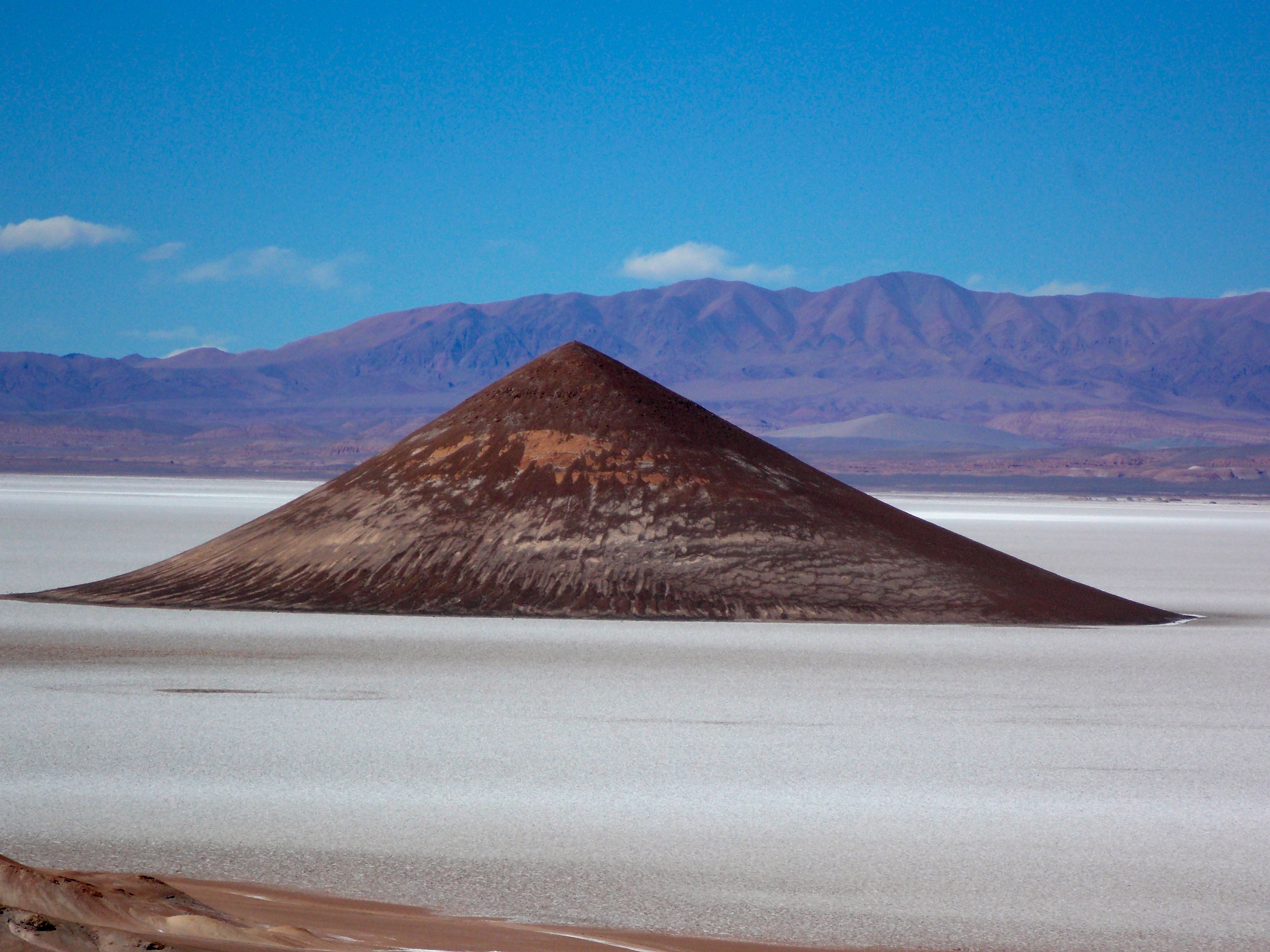

阿塔卡馬高原（西班牙語：puna de Atacama）是南美洲的乾旱高原，平均海拔4,500公尺，面積180,000平方公里，位於智利（15%）—阿根廷（85%）西南部的山脈。在硝石戰爭（1879年至1883年）前這地區屬於玻利維亞，後來在1898年割讓給阿根廷，智利不承認做法的合法性，三方同意的邊境界線在1899年界定。